# سیارک ۷۷۳۹
سیارک ۷۷۳۹ (به انگلیسی: 7739 Cech، نامگذاری:1982CE) هفت هزار و هفتصد و سی و نهمین سیارک کشف شده‌است که در ۱۴ فوریه ۱۹۸۲ کشف شد.
قدر مطلق سیارک برابر ۱۴٫۴۰ است.